# Елисеев, Александр Терентьевич
Алекса́ндр Тере́нтьевич Елисе́ев (латыш. Aleksandrs Jeļisejevs; 11 августа 1971, Рига, Латвийская ССР, СССР) — латвийский футболист, нападающий.

## Биография
В 1992—1995 играл за ведущий клуб Латвии «Сконто». В команде был одним из основных бомбардиров.
Осенью 1995 года играл за израильский клуб «Хапоэль» (Беэр-Шева). Надолго в команде не задержался и уже с начала 1996 года выступал за венгерский «Штадлер». По окончании сезона 1995/96 вернулся в «Сконто».
В 1997 играл за клуб первой российской лиги «Металлург» (Липецк). По итогам сезона команда уступила лидерство только «Уралану» из Элисты, но была лучшей (вместе с димитровградской «Ладой») по числу забитых мячей в лиге. Сам футболист стал одним из лучших игроков команды, забив за сезон 17 мячей.
В 1998 выступал в высшей лиге чемпионата России в составе «Уралана», но провел только 4 игры. В 1999—2000 снова играл в первой лиге России — за клубы «Торпедо-Виктория» и тульский «Арсенал».
В 2001 вернулся на родину, играл в течение 3-х лет за «Сконто».
В 2004 играл в Китае за «Чэнду Юню», во второй половине года — за клуб «Хямеэнлинна» из Финляндии.
Первую часть сезона 2005 года провел в Норвегии, выступая за «Стрёмсгодсет». В середине года вернулся в Латвию и провел 10 игр за рижский «Олимп». В конце 2005 года попробовал свои силы в футзале — играл за ЛСПА.
За сборную Латвии провёл 37 игр, забил 4 мяча.
Закончил тренерские курсы. На начало 2011 года работал тренером в юношеской сборной Латвии 1993 года рождения.

## Достижения
- Чемпион Латвии: 1992, 1993, 1994, 1995, 1996, 2001, 2002, 2003
- Обладатель Кубка Латвии: 1992, 1995, 2002, 2002
- Лучший нападающий чемпионата Латвии: 1993
- Лучший бомбардир чемпионата Латвии: 1993